# Rockmurskaa
Rockmurskaa se publicó en 1995. Es un álbum recopilatorio que incluye canciones de bandas de Rovaniemi. El álbum cuenta con la primera canción de Lordi, "Inferno". Rockmurskaa también contiene canciones de la banda anterior de Tomi Putaansuu, Wanda Whips Wall Street, como la canción "Caught the Black Fire".

## Lista de canciones
| Edición Estándar |                                                   |          |  |
| N.º              | Título                                            | Duración |  |
| 1.               | «Mr Doomy The Undersigned (Earbox)»               | 3:56     |  |
| 2.               | «Inferno (Lordi)»                                 | 4:55     |  |
| 3.               | «Maljani sinulle (Palomies)»                      | 4:19     |  |
| 4.               | «Conflict (Dissonanz)»                            | 2:30     |  |
| 5.               | «Caught The Black Fire (Wanda Whips Wall Street)» | 4:21     |  |
| 6.               | «Denying-/ Shard (Charlie Don't Surf)»            | 5:56     |  |
| 7.               | «Life's Still Missing (Inner Child)»              | 4:53     |  |
| 8.               | «I Still Loving You (Andora)»                     | 4:48     |  |
| 9.               | «Syyte (Seksikääpiö)»                             | 2:41     |  |
| 10.              | «Insomnia (Anti-Loop)»                            | 4:59     |  |
| 11.              | «Ei tietä pois (Hihina)»                          | 3:23     |  |
| 12.              | «Those Dark Days (Symphony)»                      | 4:57     |  |
| 13.              | «Eternal Life (Arial)»                            | 5:45     |  |
| 14.              | «Rosadale Bound (Melvin Skyrider)»                | 4:21     |  |
| 15.              | «Age of Metamorphosis (Phenomenon)»               | 7:08     |  |
| 1:08:52          |                                                   |          |  |